# Umbonichiton adelus
Umbonichiton adelus är en insektsart som beskrevs av Henderson, Hodgson in och Hodgson 2000. Umbonichiton adelus ingår i släktet Umbonichiton och familjen skålsköldlöss. Inga underarter finns listade i Catalogue of Life.